# Sjlisselburgs (Nöteborgs) historie
Sjlisselburg (Nöteborg) (russisk: Шлиссельбург, tr. Sjlisselburg efter tysk: Schlüsselburg, finsk: Pähkinälinna eller Lyyssinä) er en by ved floden Nevas udløb fra Ladoga i Rusland, i følge legender anlagt af svenskeren Torgils Knutsson i 1299. Sjlisselburg (Nöteborg) har skiftevis har været under svensk og russisk kontrol.
Dele af den gamle by samt fæstningen er bevaret og optaget på UNESCOs verdensarvsliste. Fæstningen skadedes alvorligt under krigen 1941-1943, men en del af muren og tre tårne er restaureret efter 1966.

## Etymologi
Byen har skiftet navn flere gange. Frem til 1612 var det russiske navn Орешек, Oresjek. Da svenskerne indtog byen i 1612 blev den kaldt Nöteborg på svensk og Pähkinälinna på finsk fra 1612 til 1702 hed byen Нотебург på russisk, tr. Noteburg. Fra 1702 benyttedes det russiske navn Sjlisselburg (russisk: Шлиссельбург, dansk: ~ nøgleborg). Fra 1944 til 1992 hed byen Петрокрепость, Petrokrepost, og fra 1992 hedder byen atter Sjlisselburg, mens fæstningen hedder Oresjek.

## Tidlige historie
Den første befæstning skulle være anlagt af svenskerne under Torgils Knutsson i 1299, men allerede 1301 tabt til novgoroderne. Russisk historieskrivning siger, den er anlagt af knjaz (prins) Juri Danilovitj af Novgorod. Navnet Nöteborg er afledt fra russisk Opex [arech], nød eller kerne, og kan være inspireret af mange hasselbuske på øen.
Den 12. august 1323 undertegnedes Nöteborgstraktaten i Nöteborg. I den fastlagdes den første kendte grænse mellem Sverige og republikken Novgorod. Nöteborg, som tilhørte Novgorod, blev sæde for Narimont, en novgorodisk lydfyrste af litauisk oprindelse, som 1333 havde fået Kexholms, Nöteborgs og Ladoga-området samt halvdelen af Koporie län i Ingermanland som arvelig forlening. Narimont og hans søn Alexander undertrykte indbyggerne, så de 1337 gjorde oprør med støtte fra Vyborg. Året efter indtog den svenske kong Magnus Eriksson Nöteborg ad søvejen, men mistede den inden et år. 1352 byggedes de første stenmure omkring fæstningen. I slutningen af 1400-tallet havde den ti tårne, et citadel og en indbygget kanalhavn. Narimont og hans arvinger herskede over området til 1478, da landet efter den novgorodske republiks fald forenedes med storfyrstendømmet Moskva.
År 1555 belejrede Gustav Vasa fortet i to uger med landtropper og en flåde under Jakob Bagges ledelse. Det lykkedes ikke at erobre fæstningen, lige så lidt som for kong Johan 3. 1581 og 1582.

## Svensk stormagtstid
Under den ingermanlandske krig indtog den svenske hær under Klas Slang fæstningen i Nöteborg i maj 1612 efter ni måneders belejring. Ved fredsslutningen fik Sverige Nöteborg, og byen blev snart hovedby i et selvstædigt len. Det omfattede byen Nyens og skanse samt sognene Kuivas, Jeroselskj, Loppis, Kieltis, Korboselskj, Ingris (Ingerskoj) og Spaskoj.
Svenskerne forstærkede Nöteborgs befæstning. Russerne belejrede den fra juni til 17. november 1656, men havde ikke held til at erobre den. Ved de reparationer, som var nødvendige efter slaget, gjordes tilbygninger, deriblandt den "svarta rundeln" på søsiden. Arbejdet med befæstning af fastlandet måtte afbrydes under det Store nordiske krig, da russiske styrker angreb fæstningen under ledelse af Boris Sjeremetiev med den kommende zaren Peter den store som artillerikaptajn. Den svenske øverbefalende oberstløjtnant G.V. Schlippenbach forsvarede fæstningen med ca. 250 mand under ti dages beskydning fra russerne, som mistede 6.000 mand. Den 13. oktober 1702 blev svenskerne tvunget til at kapitulere, da der kun var 40 forsvarere, og fæstningen havde lidt megen skade. 116 svenskere drog bort fra fæstningen med fire kanoner.

## Byen atter under Rusland
Peter den Store omdøbte Nöteborg til Шлиссельбург (tr. Sjlisselburg efter tysk schlüssel = nøgle, som en "nøgle i forsvaret mod vest"). Snart anlagdes byen med samme navn på Nevas østre bred.
Da Rusland flyttede sin grænse mod vest, mistede fæstningen sin betydning som grænseforsvar. Den blev fængsel for politiske fanger, deriblandt medlemmer af zarfamilien. Det nedbrændtes under Oktoberrevolutionen 1917.
I 1928 indrettedes Det Proletære Revolutionsmuseum i den gamle fæstning. Under 2. verdenskrig blev byen den 8. september 1941 indtaget af tyskerne efter hårde kampe. Fæstningen blev dog aldrig indtaget. Byen generobredes af den røde hær den 18. januar 1943. Året efter ændredes det gamle tyske navn til Petrokrepost ("Petersfort") efter Peter den store.